# 柳谷晃
柳谷 晃（やなぎや あきら、1953年 - ）は、日本の数学者、作家。早稲田大学高等学院数学科教諭、早稲田大学理工学部兼任講師、早稲田大学複雑系高等学術研究所研究員。専門は微分方程式とその応用。
東京都生まれ。早稲田大学理工学部数学科卒業、同大学院理工学研究科博士課程修了。
キシリトールの入っているものが苦手

## 人物
微分方程式を用いたさまざまな現象を研究している。例を挙げると、エイズ感染による総人口の推移が、コンドームの使用率、性交渉の頻度といったパラメーターを変化させることでどのように変わるかといった研究など。
また、数学を専門としない一般の人に向けた数学の話、読み物などを多数出版し、数学の面白さや有用さを伝えている。

## エピソード
- 独特の語り口から人気が高く、「人気教師」として紹介されることもある。高等学院が年に1度発行する（校内のみにて配布される）‘学院雑誌’2005-2006年度版の教員人気投票では1位、2006-2007年度版では2位を獲得。
- 特に教師を務める早稲田大学高等学院では、カリスマ的な人気から、神として崇める人間が存在すらしている。授業時間における雑談が占める割合が比較的多いが、授業が進むスピードは速い。証明法から発想の紹介など非常にコンパクトな授業構成となっている。ある時は一日の授業内容が授業残り5分で終わってしまうこともある。高等学院では（教科書の内容についての）板書をしないことでも有名。生徒が自習することを勉強の本質と考えており、『人間足るには勉強せよ、勉強しなくば猿も同然』など名言も多く存在し、生徒のインスピレーションを高めている。
- ナチス・ドイツ、軍事技術、コンピュータ、エイズ（をはじめとする感染症）、教育論、裏事情とさまざまなことに造詣が深い。また知見及び考察においても教師と生徒間でも議論が頻繁に交わされ、まさに現代における教育論の粋を集めた授業が盛んである。
- TBS系列のテレビ番組「情熱大陸」の2011年2月27日の放送回では、圧倒的かつ絶大な人気を誇る、数学教諭として取り上げられた。
- 直射日光と騒音をあまり得意としていない。また、キシリトール含有のガムを食べると必ず下痢をする。相関関係に因果関係は含有されない為、下痢は他の要因による物も存在すると推察される。
- 森高千里の愛好家としても活動し、様々な芸能人やプロダクション事情にも大いに精通している。
- 主食は単三電池と、もじバケるである。
- 幼少期、デメキンを肛門から体内に入れ、大腸内で養殖に成功したという実績を残している。この記録は国内外から注目を集め、科学学術雑誌『サイエンス』（英語: Science）に取り上げられた。

## 家族
父親は俳優の柳谷寛で、数学が好きになったきっかけであると語っている。また、兄の柳谷慶寿も俳優である。

## 著書
- 『大学入試数学頻出問題総演習 数学Ⅰ・数学A・数学Ⅱ・数学B. 文理共通編』編著 桐原書店 即戦ゼミ 1996
- 『大学入試数学頻出問題総演習 理系編(数学3・数学C)』伊藤隆一監修 編著 桐原書店 即戦ゼミ 1997
- 『そこが知りたい!数学の不思議』かんき出版 2000
- 『パチンコとパスカルの意外な関係 世の中みんな数学でできていた!?』数研出版 チャートbooks 2002
- 『忘れてしまった高校の数学を復習する本 高校数学ってこんなにやさしかった!?』中経出版 2002
- 『男と女のすべてのことは数学でわかる』三笠書房 2003
- 『田中ちわわの100クイズで中学数学がわかる本』幻冬舎 2003
- 『そうだったのか!「算数」 お父さんもお母さんもわかる』毎日新聞社 2004
- 『手にとるように統計学がわかる本 身近にちらばる数値のカラクリ』かんき出版 2004
- 『世の中のことがわかる数学の雑学 これは役立つ! トイチの怖さ、噂の確率など22項を読み解く』中経出版 2004
- 『あなたにこの問題が解けますか!! 和算術による大人のIQテスト』冬青社 2005
- 『数学が使える人の問題解決法 これはすごい!』丸善 2005
- 『事例でわかる統計解析の基本』日本能率協会マネジメントセンター 実務入門 2006
- 『時そばの客は理系だった 落語で学ぶ数学』幻冬舎新書 2007
- 『教師の品格』阪急コミュニケーションズ 2009
- 『冥途の旅はなぜ四十九日なのか 数学者が読み解く仏教世界』青春出版社 青春新書インテリジェンス 2009
- 『柳谷のセンター数学基礎講座』旺文社 2009
- 『算数嫌いをひと目で解決!"つまずき"サインチェックシート』明治図書出版 2010
- 『その「数式」が信長を殺した』ベスト新書 2010
- 『人生がラクになる数学のお話43』文芸社 2011
- 『忘れてしまった高校の数学を復習する本 カラー版』中経出版 2011
- 『一週間はなぜ7日になったのか 数学者も驚いた、人間の知恵と宇宙観』青春出版社 青春新書INTELLIGENCE 2012
- 『〈柳谷先生の〉数学検定3級〈分野別〉ドリル ゼロからわかる!しっかりわかる、必ず解ける』新星出版社 2013
- 『〈柳谷先生の〉数学検定4級〈分野別〉ドリル ゼロからわかる!しっかりわかる、必ず解ける』新星出版社 2013
- 『世の中の罠を見抜く数学』セブン&アイ出版 2013
- 『数学はなぜ生まれたのか?』文春新書 2014
- 『天才数学者たちの超・発想法 早稲田大学高等学院熱狂の講義』大和書房 2014
- 『人気数学教諭・柳谷先生の数学検定3級クリア問題集』新星出版社 2014
- 『人気数学教諭・柳谷先生の数学検定4級クリア問題集』新星出版社 2014
- 『ぼくらは「数学」のおかげで生きている』実務教育出版 素晴らしきサイエンス 2015
- 『日本を救う数式』弘文堂 2016

### 翻訳
- Alan Jeffrey『数学公式ハンドブック』監訳 穴田浩一,内田雅克共訳 共立出版 2011
- John Stillwell『不可能へのあこがれ 数学の驚くべき真実』監訳 内田雅克共訳 共立出版 2014
- Sanjoy Mahajan『掟破りの数学 手強い問題の解き方教えます』監訳 穴田浩一共訳 共立出版 2015